# Llinda esculpida de l'antic hospital
La Llinda esculpida de l'antic hospital és una obra de Cervià de Ter (Gironès) inclosa a l'Inventari del Patrimoni Arquitectònic de Catalunya.

## Descripció
Damunt la porta de la façana del que havia estat l'hospital de la població hi trobem aquesta llinda en la qual hi ha tres figures esculpides. La llinda està emmarcada per una decoració afegida a banda i banda. Les tres figures, de mig cos es troben separades per una decoració. A la part central tenim una figura nua amb la marca d'una ferida. A la dreta d'aquesta trobem un personatge amb barba i capa sostenint en una de les mans una mena de collar. A l'esquerra un altre personatge amb capa sembla estar desenbeinant l'espasa amb les dues mans. Els rostres són força toscos i la resta del cos presenta una gran senzillesa.

## Història

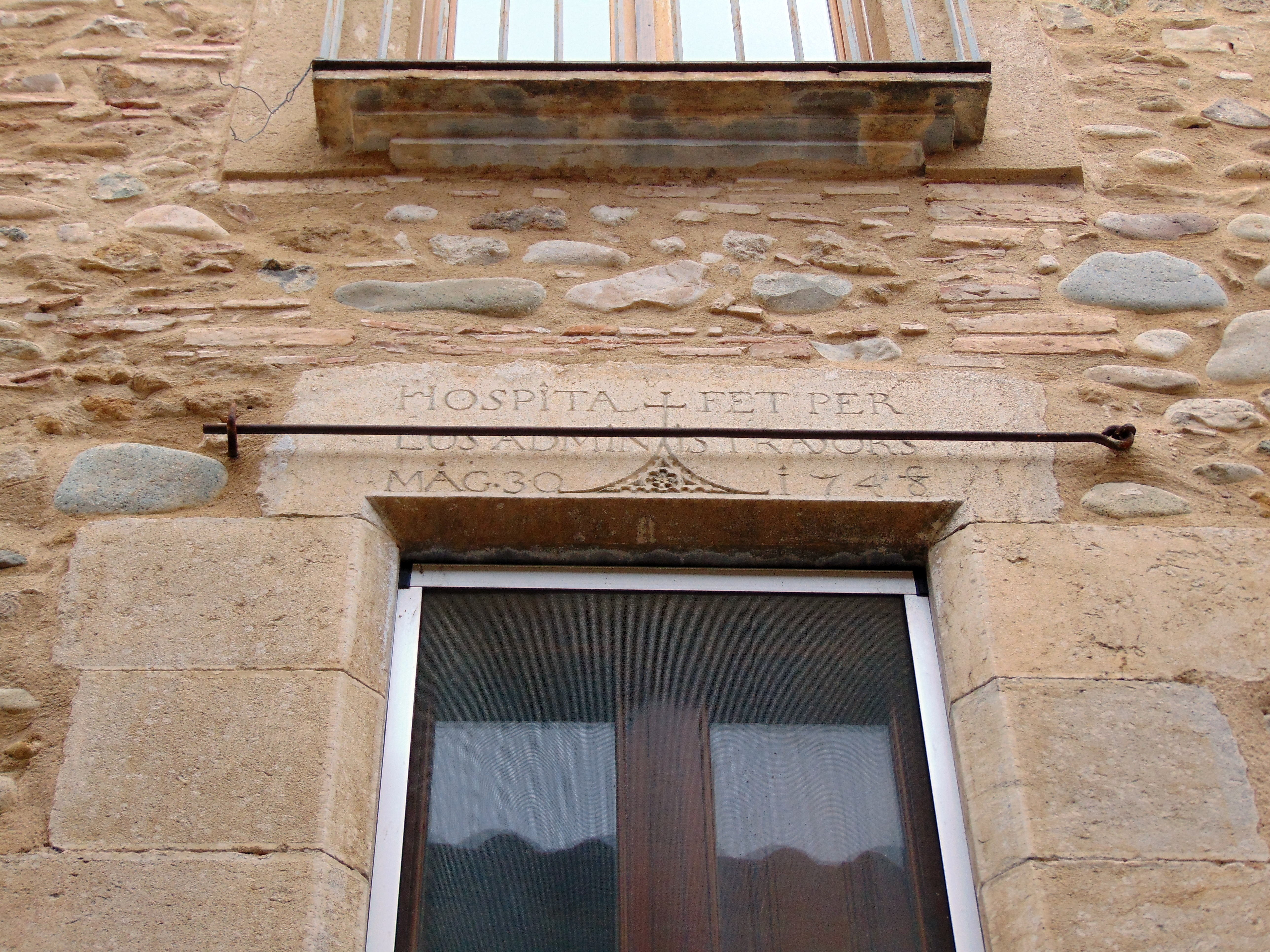
Llinda de la finestra amb inscripció

De l'antic hospital de Cervià de Ter es conserva la façana primitiva, on destaquen a la porta tres figures en relleu de caràcter rústec. Les varen fer esculpir els administradors l'any 1748. L'hospital de Cervià, durant les guerres de la Independència i civils del segle xix encara va prestar els serveis sanitaris pels quals fou creat. Darrerament havia estat seu de l'Ajuntament, però al traslladar-se aquest a l'edifici del monestir de Santa Maria, ha quedat com a Casa Cultural, Escola de músics i consultori mèdic.